# Olga Rubcovová
Olga Nikolajevna Rubcovová (rusky О́льга Никола́евна Рубцо́ва – Olga Nikolajevna Rubcova; 20. srpna 1909, Moskva – 13. prosince 1994, tamtéž) byla ruská a sovětská šachistka, v pořadí čtvrtá žena, která si vybojovala titul mistryně světa v šachu (titul držela v letech 1956 až 1958). Je matkou šachistky a mezinárodní velmistryně Jeleny Fatalibekové.

## Tituly
Roku 1950 jí FIDE udělila titul mezinárodní mistryně. Po zisku titulu mistryně světa byl Rubcovové udělen titul mezinárodního mistra. Roku 1976 FIDE udělila Rubcovové titul mezinárodní velmistryně.

## Soutěže jednotlivkyň
Rubcovová se naučila hrát šachy již v dětství od svého otce, silného amatérského hráče, a již v sedmnácti letech (roku 1927) zvítězila na prvním ženském šachovém mistrovství Sovětského svazu. Toto mistrovství pak vyhrála ještě roku 1931, 1937 a 1948, ve finálovém turnaji hrála celkem sedmnáctkrát.
Vyhrála první mistrovství světa v korespondencím šachu (1968–1972). Na druhém (hraném v letech 1972–1977) skončila druhá a na třetím (1978–1984) pátá.

### Mistrovství světa žen
Na turnaj o titul mistryně světa v šachu, který se konal na přelomu let 1949–1950 v Moskvě skončila za vítěznou Ludmilou Ruděnkovou druhá.
V turnaji kandidátek v Moskvě pro zápas o titul mistryně světa v šachu 1953 skončila na osmém až desátém místě, ale roku 1955 (opět v Moskvě) již kandidátský turnaj vyhrála a postoupila do trojzápasu o titul mistryně světa, ve kterém roku 1956 v Moskvě zvítězila.
Titul mistryně světa ztratila roku 1958 v odvetném zápase se svou předchůdkyní Jelizavetou Bykovovou, který v Moskvě prohrála 4:7 (=3). Ještě po šesté partii vedla 3:1(=2), pak však prohrála šest partií za sebou a stav zápasu již nedokázala zvrátit.
K boji o titul se již nikdy nedostala. Na turnaji kandidátek v Plovdivu roku 1959 skončila až devátá a pak se jí roku 1971 podařilo probojovat se do mezipásmového turnaje v Ohridu, kde se umístila na desátém místě.
| Rok       | Turnaj                                           | Místo   | Body | Partie | Výhry | Remízy | Prohry | Pořadí | Počet účastnic |
| --------- | ------------------------------------------------ | ------- | ---- | ------ | ----- | ------ | ------ | ------ | -------------- |
| 1949–1950 | 8. turnaj mistrovství světa v šachu žen          | Moskva  | 10,5 | 15     | 8     | 5      | 2      | 2.     | 16             |
| 1952      | Turnaj kandidátek Mistrovství světa v šachu žen  | Moskva  | 8,0  | 15     | 6     | 4      | 5      | 8.     | 16             |
| 1955      | Turnaj kandidátek Mistrovství světa v šachu žen  | Moskva  | 15,0 | 19     | 13    | 4      | 2      | 1.     | 20             |
| 1956      | Trojzápas o titul s Bykovovou a Ruděnkovou       | Moskva  | 10,0 | 16     | 7     | 6      | 3      | 1.     | 3              |
| 1958      | Zápas o titul s Jelizavetou Bykovovou            | Moskva  | 5,5  | 14     | 4     | 3      | 7      | 2.     | 2              |
| 1959      | Turnaj kandidátek Mistrovství světa v šachu žen  | Plovdiv | 6,5  | 14     | 5     | 3      | 6      | 9.     | 15             |
| 1971      | Mezipásmový turnaj Mistrovství světa v šachu žen | Ohrid   | 8,5  | 17     | 7     | 3      | 7      | 10.    | 18             |

## Soutěže družstev
S družstvem Moskvy získala 3. místo Mistrovství Sovětského svazu družstev v šachu v roceh 1953, když hrála na první ženské šachovnici

### Šachové olympiády žen
Za Sovětský svaz hrála na první ženské šachové olympiádě toku 1957 v Emmenu, kde se zasloužila o vítězství svého týmu.
| Rok  | Olympiáda | Místo | Deska | titul | Počet bodů | Odehráno partií | pořadí na šachovnici | pořadí družstvo |
| ---- | --------- | ----- | ----- | ----- | ---------- | --------------- | -------------------- | --------------- |
| 1957 | 1. ženská | Emmen | 1.    | IM    | 9,5        | 14              | 4.                   | 1.              |

## Umění

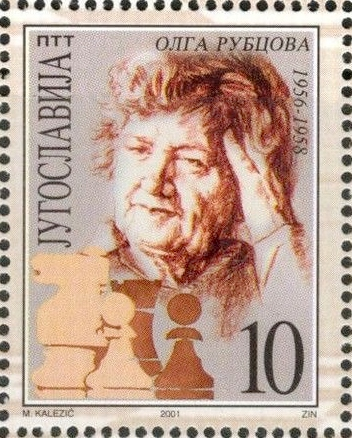
Olga Rubcovová na poštovní známce

V roce 2001 se objevila na poštovní známce Jugoslávie.